# Eckerd Tennis Open 1971
L'Eckerd Tennis Open 1971 è stato un torneo di tennis giocato sulla terra rossa. È stata la 1ª edizione del torneo, che fa parte del Virginia Slims Circuit 1971. Si è giocato a Saint Petersburg negli Stati Uniti, dal 5 all'11 aprile 1971.

## Campionesse

### Singolare
Chris Evert ha battuto in finale  Julie Heldman con il punteggio di 6–1, 6–2

### Doppio
Françoise Dürr /  Ann Haydon-Jones hanno battuto in finale  Judy Tegart /  Julie Heldman con il punteggio di 7–6, 3–6, 6–3